# Parisienne Walkways
A Parisienne Walkways Gary Moore egyik legsikeresebb száma, amely a Back On The Streets lemezre került fel.

## Történet
A legenda szerint a dal Philip Lynott West Hampstead-i lakásán született. Gary Moore egy öreg akusztikus gitárt kezdett pengetni, majd elkezdett dolgozni a szám akkordjain, míg Lynott a szövegen dolgozott. A szöveget Lynott saját apja szemszögéből meséli el, utalva benne saját születési dátumára (I remember Paris, in "49").

## Felvételek
A dal felvételében lényegében a teljes akkori Thin Lizzy együttes részt vett, Scott Gorham másodgitáros kivételével. A számot nyolc sávon vették fel.
- Szólógitár (Gary Moore)
- Basszusgitár (Philip Lynott)
- Dob (Brian Downey)
- Ritmusgitár (Gary Moore)
- Ének (Philip Lynott)
- Háttérvokál (Gary Moore)
- Akusztikus gitár (Gary Moore)
- Vonósok

## Élő változatok
A szám a Gary Moore koncertek egyik fő tétele lett, és kivétel nélkül, minden élő előadása hosszabb, mint a stúdióváltozaté (a lemezen szereplő hossz 3:24 volt). Általában a koncertek utolsó dalaként hangzik el, több perces szólóval a végén.
1993-ban a Royal Albert Hallban is előadásra került a dal, az eseményt rögzítették, majd a szám 15 éves évfordulójára újra kiadták kislemezen, de a "Blues Alive" nevű koncertlemezre is felkerült.